# Naumachia

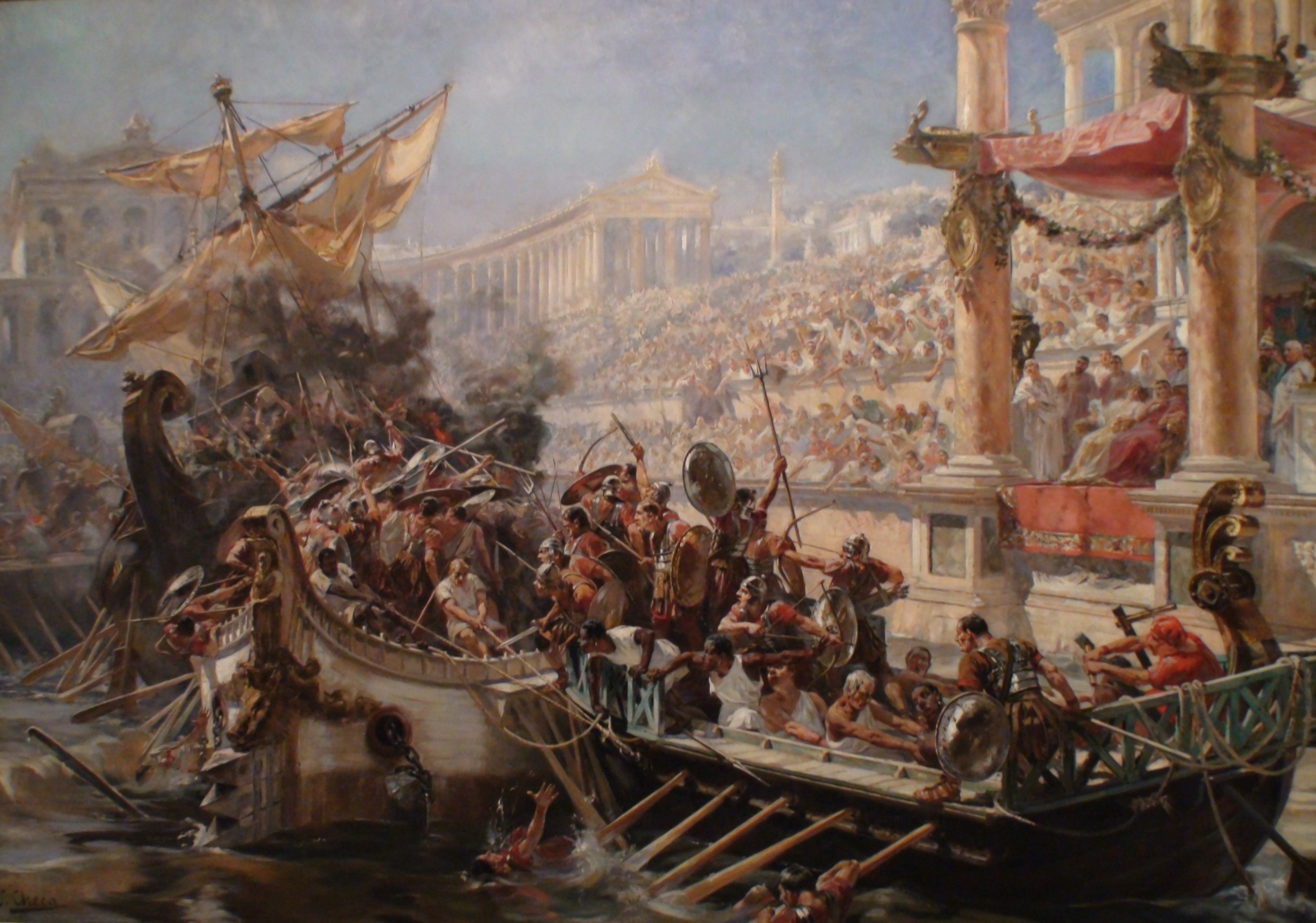
Naumachia w Rzymie (mal. Ulpiano Checa, 1894)

Naumachia (łac. z gr. ναυμαχία naumachía, dosł. „wojna morska”;  lm naumachiae) – w starożytnym Rzymie urządzane dla szerokiej publiczności widowisko przedstawiające bitwę morską, często odbywające się w specjalnie przystosowanym amfiteatrze. Także amfiteatralna konstrukcja wyposażona w rozległy basen dla rozgrywania pokazowych bitew.

## Cechy i charakter widowisk
Naumachie należały do najbardziej skomplikowanych i spektakularnych widowisk rzymskich, niezwykle kosztownych, bo o największym rozmachu, a dzięki wywoływanemu wrażeniu – także do najpopularniejszych. Urządzano je na sztucznych lub naturalnych zbiornikach wodnych (np. na jeziorach w Górach Albańskich w pobliżu Rzymu); miejscem stoczenia kilku naumachii była też m.in. arena rzymskiego Koloseum. Zazwyczaj były to inscenizacje zwycięskich bitew flot antycznych. Rolę naumachiarii odgrywali skazani na śmierć przestępcy i jeńcy. Walczących dzielono na dwie grupy, ubierano w odpowiednie stroje uczestników rzeczywistej bitwy. Najczęściej niemal wszyscy uczestnicy takiego starcia ginęli, a ocalałych uciekinierów dobijali żołnierze z kohort pretorianów strzegących jego przebiegu. Niekiedy, podobnie jak w walkach gladiatorów, cesarz mógł pokonanym okazać łaskę.

## Słynne naumachie Rzymian
Pierwszą naumachię urządził w 46 r. p.n.e. Juliusz Cezar w specjalnie wybudowanym basenie na Polu Marsowym, zaopatrzonym w wodę przez połączenie z Tybrem.
Fundatorem drugiej naumachii był August, organizując ją w 2 roku n.e. z okazji poświęcenia świątyni Marsa Mściciela (Ultora).
Najsłynniejsze i dokładnie opisane przez Tacyta, Swetoniusza i Kasjusza Diona widowisko odbyło się na wodach Jeziora Fucyńskiego w roku 52 n.e. na polecenie cesarza Klaudiusza. Wzięło w nim udział 100 okrętów i 19 tysięcy ludzi. Łączy się z nim przypisywane gladiatorom zawołanie Ave Caesar, morituri te salutant! (por. Żywoty cezarów, Boski Klaudiusz 21).

## W czasach późniejszych

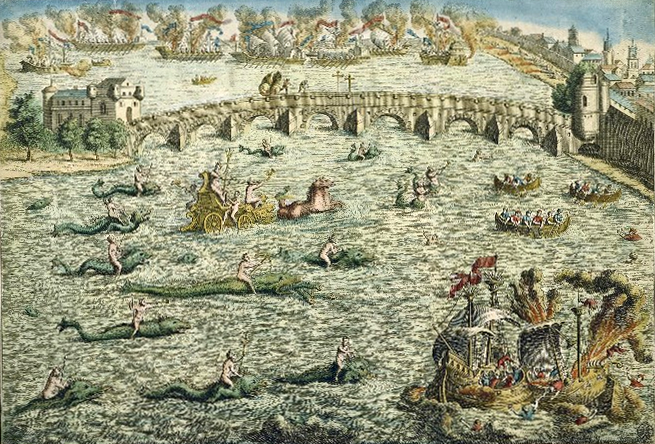
Naumachia na cześć Henryka II na Sekwanie pod Rouen (1550)

Naumachie organizowali niemal wszyscy cesarze z dynastii julijsko-klaudyjskiej i flawijskiej od Cezara do Domicjana. Jeśli organizowano je w czasach późniejszych, to nie zachowały się o tym żadne przekazy pisarzy starożytnych. W czasach nowożytnych wielkie naumachie odbywały się kilkakrotnie, m.in. dla uczczenia króla Henryka II w Rouen w październiku 1550 roku czy w Mediolanie na cześć cesarza Napoleona w roku 1807.
W zmienionej formie odzyskały popularność w czasach renesansu i baroku. W ogrodach urządzano przedstawienia o tematyce mitologicznej, które wymagały scenerii wodnej, towarzyszyły im pokazy sztucznych ogni.
W XVIII-wiecznych parkach naumachie jako budowle stanowiły element dekoracyjny, zwłaszcza w parkach krajobrazowych.